# Isla de Weh
Isla de Weh (Pulau Weh) es una isla volcánica indonesia que se encuentra en el noroeste de Sumatra, a 45 minutos en lancha rápida o 2 horas en ferry desde Banda Aceh. Es una isla muy pequeña, que ya ha sufrido más de 1.500 muertes por terremotos en el siglo XXI. La atracción turística es su fuente económica principal.